# Выгодский сельский совет
Выгодский сельский совет (укр. Вигодська сільська рада) — входит в состав Чортковского (до реформы 2020 г. — Борщёвского) района Тернопольской области Украины.
Административный центр сельского совета находится в 
с. Выгода.

## Населённые пункты совета
- с. Выгода
- с. Беловцы
- с. Борышковцы
- с. Окопы
- с. Трубчин